# Ugo Pignotti
Ugo Pignotti (* 19. November 1908 in Florenz; † 7. Januar 1989 in Rom) war ein italienischer Fechter.

## Erfolge
Ugo Pignotti wurde 1929 in Neapel, 1930 in Lüttich und 1931 in Wien dreimal in Folge mit der Florett-Mannschaft Weltmeister. In Wien sicherte er sich 1931 zudem Silber mit der Säbel-Mannschaft. Im Einzel gewann Pignotti 1926 in Budapest Bronze. Er nahm an zwei Olympischen Spielen teil: bei den Olympischen Spielen 1928 in Amsterdam wurde er mit der Florett-Mannschaft Olympiasieger. Gemeinsam mit Giorgio Chiavacci, Giulio Gaudini, Gioacchino Guaragna, Giorgio Pessina und Oreste Puliti blieb er dabei im gesamten Turnierverlauf ungeschlagen. Die Einzelkonkurrenz schloss er auf dem siebten Rang ab. Vier Jahre darauf zog er erneut mit der italienischen Florett-Equipe in die Finalrunde ein, die Italien zunächst punktgleich mit Frankreich und den Vereinigten Staaten auf dem ersten Rang abschloss. Im Stechen gewann Italien gegen die US-Amerikaner, die wie die Italiener gegen die Franzosen unterlagen, womit Pignotti Silber erhielt. Eine weitere Silbermedaille sicherte er sich als Mitglied der Säbel-Mannschaft, die hinter Ungarn den zweiten Platz belegte. Er war mehrfacher italienischer Meister mit dem Florett.